# Kanton Thann
Kanton Thann (fr. Canton de Thann) byl francouzský kanton v departementu Haut-Rhin v regionu Alsasko. Tvořilo ho 11 obcí. Zanikl při reformě v roce 2015 k 22. březnu.

## Obce kantonu
- Aspach-le-Haut
- Bitschwiller-lès-Thann
- Bourbach-le-Bas
- Guewenheim
- Leimbach
- Michelbach
- Rammersmatt
- Roderen
- Thann
- Vieux-Thann
- Willer-sur-Thur